# Hyundai Reina
Hyundai Reina (кит.: 现代瑞纳; пиньинь: Xiàndài Ruìnà) — субкомпактный автомобиль производства южнокорейской компании Hyundai Motor Company. Производится с сентября 2017 года в Китае. На латиноамериканских рынках (Коста-Рика, Чили и Перу) автомобиль продаётся с 2019 года под названием Hyundai Verna.

## Описание

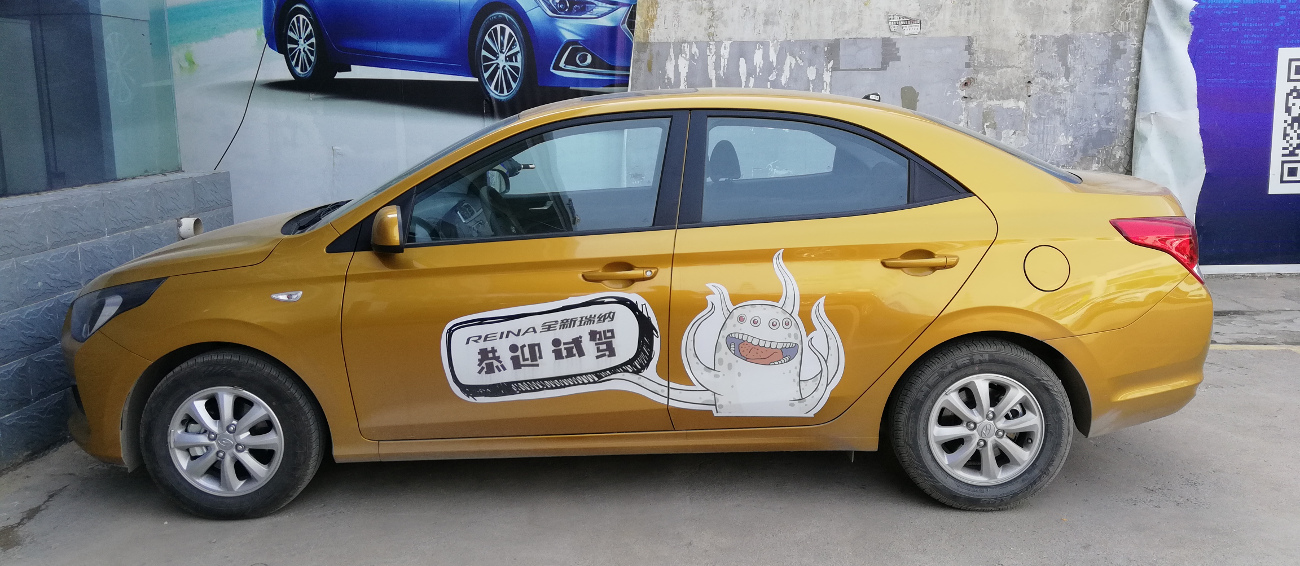
Вид сбоку

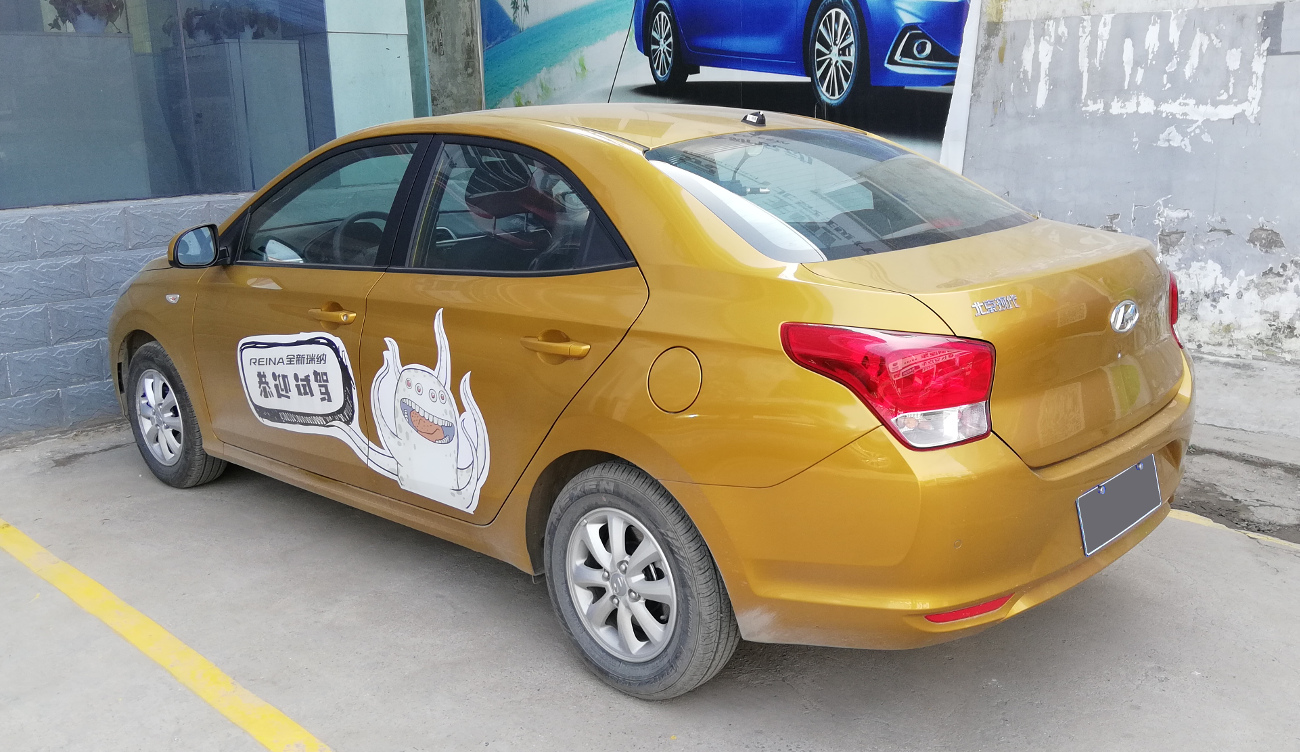
Вид сзади

Автомобиль Hyundai Reina дебютировал в 2017 году в Чунцине. Модель основана на платформе PB, имеет колёсную базу 2570 мм и объём багажника 475 л. Более того, модель оснащается бензиновым двигателем внутреннего сгорания Kappa MPI мощностью 97 л. с. и крутящим моментом 126 Н*м.
На Филиппинах модель продаётся с марта 2019 года.